# Kerbal Space Program
Kerbal Space Program è un videogioco di simulazione spaziale sviluppato da Squad e pubblicato nel 2011.
Il gioco consiste in un editor per la costruzione di razzi e aerei e di un simulatore fisico che permette di pilotare quanto realizzato in maniera realistica, dalla rampa di lancio fino al nostro obiettivo, in un fittizio sistema solare chiamato Kerbol. Lo scopo è di riuscire a superare l'atmosfera del pianeta di origine Kerbin (simile alla Terra) e raggiungere così nuove mete spaziali. Si potranno così creare stazioni spaziali, portare sonde e satelliti in orbita, eseguire manovre di rendezvous, rifornimenti in volo, portare rover o astronauti su lune e pianeti e, infine, esplorare tutto il sistema planetario.

## Modalità di gioco
Il gioco nelle ultime versioni presenta diverse modalità di gioco che vanno da una sandbox a modalità più articolate in cui saremo vincolati da budget assegnatoci oppure dalla ricerca di nuove componenti. La modalità Carriera ha diverse missioni con un ridottissimo numero di parti iniziali. Per poterne sbloccare di nuove si dovranno compiere diverse spedizioni per raccogliere dati scientifici e materiali da varie parti del sistema Kerbol, in modo da ottenere il numero di punti scienza necessario a procedere nello sviluppo tecnologico. Inoltre bisognerà gestire un budget da dividere in missioni o nell'ampliamento delle strutture del Kerbal Space Center. La versione Science, poi, svincola il giocatore da limiti di denaro permettendo di concentrarsi sui punti scienza. Il gioco in ogni caso però, non vincola il giocatore alla realizzazione di un obiettivo specifico (se non alcuni obiettivi secondari per l'ottenimento di denaro extra). La durata dunque è in teoria illimitata.
Con l'eccezione principale della limitazione secondo la quale soltanto un corpo celeste in un dato momento può esercitare la sua gravità sulle sonde/navicelle/satelliti del giocatore (dunque non vi è una simulazione n-body, il che per certi versi può risultare più semplice), il motore di simulazione fa uso delle reali leggi fisiche che regolano i moti astronomici e le meccaniche orbitali (es. TWR e il baricentro). Il giocatore è quindi tenuto a pianificare accuratamente la realizzazione del razzo vettore e capire sin dalla sua progettazione se potrà, a meno di errori, raggiungere l'obiettivo prefissato.

## Sviluppo
La prima versione distribuita pubblicamente, la 0.7.3, risale al 24 giugno 2011; il gioco era in fase beta e presentava esclusivamente la modalità sandbox con pochi pezzi e un solo pianeta. Dopo poco più di un anno di sviluppo però sono stati aggiunti pianeti e lune, numerose nuove parti, risorse e meccaniche, nonché la possibilità di realizzare aerei.
La versione 0.18.3 è stata presa come base per realizzare una demo gratuita del gioco.
Al 19 luglio 2014, con l'uscita della versione 0.24, erano state introdotte nuove modalità "carriera" con gestione di budget, reputazione e avanzamento tecnologico, nonché il tracciamento e la cattura di asteroidi.
La versione 0.25, uscita il 7 ottobre 2014, ha introdotto la possibilità di cambiare la difficoltà di gioco, rendendo la modalità carriera ancora più impegnativa.
L'ultima versione in fase beta del gioco la 0.90, denominata "Beta than Ever", ha portato con sé molte novità. L'editor è stato completamente rivisto, presentando tre diverse modalità di costruzione, la possibilità di cambiare la parte primaria dei veicoli e le nuove parti più grandi. Inoltre sono stati aggiunti numerosi biomi a tutti i pianeti.
Il gioco è passato alla versione 1.0 il 27 aprile 2015 (uscendo così dall'accesso anticipato) con novità tra cui: l'integrazione di un nuovo e migliorato modello aerodinamico e termico con l'aggiunta di elementi quali il calore generato dall'alta velocità o da un rientro atmosferico, la possibilità di estrarre risorse (Ore) dalle superfici di pianeti o asteroidi e alcune nuove parti ed effetti grafici.
La versione 1.0.5 includeva alcuni degli elementi e caratteristiche che inizialmente sarebbero dovute essere incluse nella versione 1.1, principalmente una serie di nuove parti, alcuni miglioramenti alla fisica dell'acqua e al modello termodinamico.
Con la versione 1.1 il gioco è stato aggiornato ad una versione a 64 bit mentre Unity è stato aggiornato alla versione 5. La fisica delle ruote è stata migliorata, l'interfaccia utente è stata rielaborata e sono stati implementati nuovi tutorial e un'enciclopedia contenente tutte le informazioni utili ai nuovi giocatori.
Con la versione 1.2 Unity è stato ulteriormente aggiornato alla versione 5.4.0p4. Novità principale è stata l'introduzione di un basico sistema di telecomunicazione (e nuove antenne) che introduce ad esempio la necessità di una rete di satelliti per la comunicazione a distanza con sonde o altri veicoli/velivoli robotici / droni / probe. La versione 1.3 ha aggiunto la localizzazione di lingue: spagnolo, russo, giapponese e cinese semplificato.
Nel 2017, la software house sviluppatrice del gioco è stata acquisita da Take-Two Interactive.
Il 18 maggio 2020 viene annunciata una collaborazione con l'Agenzia spaziale europea per la pubblicazione di un aggiornamento gratuito, previsto per il 1º luglio 2020. L'aggiornamento, denominato Shared Horizons, aggiungerà due nuove missioni ispirate alle missioni ESA BepiColombo e Rosetta, nuove tute per i Kerbals, ispirate alle tute usate dagli astronauti dell'ESA, e nuovi componenti costruttivi.

### Espansioni
Making History
Il 13 marzo 2018 è stata distribuita l'espansione Making History, che aggiunge la possibilità di creare degli scenari personalizzati e ripercorrere le missioni storiche che hanno portato all'esplorazione spaziale umana, aggiungendo parti e tecnologie simili a quelle usate dalle agenzie spaziali della realtà.

#### Breaking Ground
Il 30 maggio 2019 è stata pubblicata la seconda espansione, denominata Breaking Ground: l'espansione aggiunge nuovi strumenti per le ricerche scientifiche, bracci meccanici e i rotori. Sono stati inoltre aggiunti meteoriti e nuovi elementi geologici ai pianeti.

## Il sistema planetario

Schema del sistema planetario

In confronto al nostro Sistema Solare, il fittizio Sistema Solare Kerbol (da alcuni chiamato anche semplicemente "Sistema Kerbolare") in KSP è in scala ridotta (pianeti e lune sono mediamente dalle 3 alle 10 volte più piccoli delle loro controparti, e spesso molto più densi) e si compone in totale di diciassette corpi celesti (8 pianeti e 9 lune). Nonostante alcuni si rifacciano a pianeti reali del sistema solare, le loro caratteristiche (massa, raggio, periodo orbitale...) sono diverse e non vanno quindi confuse:

### Kerbol
È il centro dell'intero sistema planetario. In confronto al nostro Sole, è 113 volte meno massiccio e ha una raggio tre volte più piccolo e, nelle prime versioni del gioco, era semplicemente un punto di luce incorporeo e che non produceva calore.

### Moho
Simile a Mercurio, un pianeta privo di atmosfera e dalle tonalità di colore tendente al marrone, chiamato così per la composizione della superficie, prevalentemente di roccia magmatica. Si trova molto vicino a Kerbol con un'orbita molto inclinata, ciò rende necessario una migliore pianificazione di un qualsiasi viaggio verso esso, senza un eccessivo uso di carburante e di Delta-V.

### Eve
È un pianeta con tonalità di colore sul viola e, come corrispondente di Venere, ha una densa atmosfera ed è il secondo pianeta più grande del sistema planetario. La superficie è composta da molti "oceani" di un qualche sorta di liquido, probabilmente non si tratta di acqua, tra i quali si trovano vasti continenti per lo più piatti, nonostante Eve abbia alcune catene montuose che arrivano fino a 7562 m.

#### Gilly
L'unica luna di Eve, è un piccolissimo corpo celeste con un'alta velocità di rotazione e una bassissima attrazione gravitazionale (probabilmente un grosso asteroide di passaggio catturato dalla forza di gravità di Eve o formatosi in questo punto assieme al pianeta viola durante la nascita del sistema solare). La superficie è composta da alte scarpate e picchi irregolari.

### Kerbin
È l'equivalente del pianeta Terra: ci vivono i Kerbals e ci si trova il Centro Spaziale Kerbal. Ha un raggio di 600 km. La sua superficie è divisa circa a metà tra oceano e terraferma, e vi si trovano diversi biomi, dai deserti fino alle calotte polari. La sua superficie ricorda vagamente quella della terra: si può notare vagamente l'Africa, la penisola iberica, il Regno Unito, la Francia, l'Italia del nord, la penisola balcanica, la Thailandia e le Americhe. La sua montagna più alta tocca i 6761m. Il Centro Spaziale è il punto di partenza per tutte le missioni che può compiere il giocatore e dispone di una rampa di lancio per i razzi e di una pista di decollo per gli spazioplani. Questi veicoli vengono costruiti rispettivamente nel VAB (Vehicle Assembly Building, edificio di assemblaggio veicoli) e nello SPH (Space-Plane Hangar). Il Centro dispone inoltre di una stazione radar da cui il giocatore può monitorare o accedere a tutti i voli in corso, di un edificio di reclutamento dei Kerbonauti (gli "astronauti"), di un reparto di Ricerca e Sviluppo, che permette ai giocatori, in modalità Carriera, di spendere la "scienza" accumulata con gli esperimenti per sbloccare nuove parti e l'edificio dell'amministrazione (tradotto letteralmente), dove permette al giocatore di scegliere tra diverse strategie per amplificare alcuni aspetti del loro programma spaziale. Ad esempio, i guadagni di scienza possono essere potenziati a scapito dei guadagni reputazione o viceversa. Ci sono attualmente otto strategie disponibili per i giocatori.
Con l'aggiornamento della 1.0 l'atmosfera di Kerbin è stata alzata di 900 mt: da 69.100 a 70.000.

#### Mun
Scritto anche Mün, orbita attorno a Kerbin, è l'equivalente della Luna ed ha pressappoco le stesse caratteristiche, è di colore grigio con parecchi crateri visibili sulla superficie. È il primo corpo celeste che viene raggiunto e colonizzato dai giocatori, per l'ovvia maggiore facilità delle manovre necessarie. La sua inclinazione orbitale nulla fa sì che ad ogni orbita ci siano sempre eclissi "solari" e "lunari" (anche se allo stato attuale del motore di rendering non possono ancora essere apprezzate senza far uso di mod grafiche).

#### Minmus
È la seconda luna di Kerbin, su un'orbita più ampia e leggermente inclinata rispetto a quella di Mun. È di colore bianco-verde e la sua superficie è composta da una sostanza congelata, o forse sale, visto che Minmus è troppo vicino al sole per permettere la formazione di ghiaccio. L'altitudine media della superficie è di circa 2000m, ma molti altopiani arrivano a 5 km con un'altitudine massima di 5725m.

### Asteroidi
Introdotti nella versione 0.23 (in collaborazione con la NASA), sono dei piccoli corpi celesti vaganti che posso orbitare vicino a Kerbin o gli altri pianeti del sistema kerbolare e possono essere trovati utilizzando la tracking station (che si trova nel KSC) selezionandoli e identificandoli. 
Di tanto in tanto entreranno nella sfera d'influenza di Kerbin per fare due azioni: o un flyby (sorvolo ravvicinato) o si schianteranno al suolo, senza portare però nessun cambiamento.
Si dividono in 5 classi di asteroidi a seconda della grandezza (diametro maggiore):
- Classe A =  pochi metri
- Classe B = 10 metri
- Classe C = da 10 - 15 metri
- Classe D = da 15 - 20 metri
- Classe E = da 20 - 30 metri e oltre (anche se probabilmente sono più rari)

È comunque possibile cambiare la loro traiettoria utilizzando l'Advanced Grabbing Unit che si trova nel menù costruzione. Non sarà facile intercettare questi corpi, poiché hanno orbite molto inclinate e non hanno gravità, quindi bisogna progettare molto bene una missione di questo tipo.
Una volta messo in un'orbita stabile è possibile convertirlo in una stazione spaziale e dalla 1.0.0 è possibile utilizzarlo per ricavare minerali e trasformarli in carburante. Non è ancora chiaro se ovviamente i minerali presenti all'interno sono in quantità limitata o per il momento una volta convertito in una "stazione di rifornimento" si possa ottenere carburante infinito.

### Duna
È il quarto pianeta del sistema, equivale al pianeta Marte, di cui condivide anche il tipico colore rossiccio. Ha una superficie composta da picchi montuosi (di cui il più alto raggiunge gli 8264m) e parecchi mari, oltre ad alcuni crateri erosi dall'azione atmosferica. L'atmosfera di Duna è molto sottile, il che rende possibile ma difficile l'aerobraking. Su Duna non si trova ossigeno, ma ci sono due vaste calotte polari (probabilmente anidride carbonica congelata o altro).

#### Ike
È il satellite naturale di Duna, è di colore grigio scuro e ha una superficie irregolare con crateri ed alte catene montuose. A causa della sua piccola massa e della sua vicinanza a Duna, il satellite non ha moto relativo rispetto al pianeta: in breve ognuno dei due corpi celesti è visibile sempre nello stesso punto del cielo dell'altro.

### Dres
È posizionato più esternamente di Duna, corrisponde al pianeta nano Cerere, ha un'orbita abbastanza inclinata e ha la forza di gravità più bassa di qualsiasi altro pianeta del sistema. È di colore grigio chiaro, simile a Mun, ma a differenza di questa ha sulla superficie degli ampi depositi di ghiaccio. Il punto più alto è appena inferiore a 5700m di altitudine.

### Jool
È il corrispondente di Giove, è un pianeta gassoso di colore verde scuro, con un raggio dieci volte maggiore di quello di Kerbin. È il pianeta più grande dell'intero sistema, ed ha un'atmosfera molto densa. Essendo un pianeta gassoso, non è possibile atterrarci (tentare porterà alla improvvisa distruzione della navicella del giocatore a causa del temutissimo e famoso "Kraken") ma è comunque un'interessante destinazione per la presenza di ben 5 lune, elencate qui sotto:
- Laythe

È la prima luna di Jool. È quasi totalmente ricoperta da oceani, con un gran numero di piccolissime isole rocciose, il che rende un atterraggio molto difficile. Laythe ha un'atmosfera abbastanza simile a quella di Kerbin, in cui è anche presente ossigeno, quindi è possibile farci atterrare uno spazioplano anche con motori turbofan o simili
- Vall

Analogo di Europa, è di colore verde-acqua, con una superficie ricoperta di ghiaccio e caratterizzata da zone pianeggianti separate da catene montuose. I crateri sulla superficie sono profondamente erosi, il che porta a supporre che su Vall ci sia qualche tipo di erosione, probabilmente di tipo criovulcanico.
- Tylo

È la più grande luna di Jool, e ricorda la luna di Giove Ganimede. La sua attrazione gravitazionale è simile a quella di Kerbin, ma non c'è alcuna atmosfera su Tylo, rendendo gli atterraggi molto più complessi. Il picco più alto raggiunge gli 11290m..
- Bop

È un altro satellite di Jool, probabilmente si tratta di un asteroide catturato dall'attrazione gravitazionale. Le sue catene montuose sfiorano i 22 km di altitudine, e le poche aree pianeggianti non sono molto estese. La forza di gravità è molto bassa, rendendo gli atterraggi molto semplici da questo punto di vista.
- Pol

È il più piccolo satellite di Jool, probabilmente come Bop era un asteroide catturato dall'attrazione gravitazionale. Ha una superficie che scala dal rosso al verde scuro passando per l'ocra, molto irregolare e con aspre catene montuose.

### Eeloo
È un pianeta nano, il più lontano da Kerbol per la maggior parte del suo periodo di rivoluzione (nonostante la sua orbita fortemente inclinata intersechi quella di Jool, portando i due pianeti ad invertirsi di posizione di tanto in tanto). Ricorda anch'esso la luna Europa. Le sue caratteristiche fisiche sono molto simili a quelle di Mun, ma su Eeloo si trovano molti meno crateri, e la superficie è più regolare.

## Mod
Uno degli aspetti principali di KSP è quello di avere la possibilità di modificare il gioco aggiungendo parti, migliorando la grafica, implementando elementi e molto altro. La community è particolarmente attiva in questo settore.
A queste si aggiungono numerosi pack di migliorie grafiche, che migliorano, aggiungono o rimuovono elementi nel gioco, alcune aggiungono anche nuovi pianeti al sistema kerbolare o aggiungono lontani sistemi solari aggiuntivi da scoprire.